# Augusto Carlos
Augusto Carlos, (n. 1955) escritor português nascido em Moçambique, reúne na sua obra o resultado da sua experiência de vida. Segundo ele mesmo, "escrevo, para partilhar o que aprendi".

## Biografia

### O começo de tudo
Filho de pais portugueses, foi em Moçambique, no Caniçado, província de Gaza, em Junho de 1955 que Augusto Carlos nasceu, tendo se mudado com a família com apenas 1 ano de idade, para o Vale do Infulene (arredores de Maputo), onde permaneceu até aos 18 anos de idade.
Como aluno, destaca-se mais pelas traquinices que pelo estudo, mas mesmo assim, vai percorrendo as várias etapas do ensino, sem grandes sobressaltos até que, com cerca de 19 anos, entra no Instituto Industrial, de onde sai com o bacharelato em Engenharia Civil.

### Os primeiros anos a trabalhar
Ainda estudante de engenharia, inicia o seu percurso profissional a dar aulas ao Ensino Básico por um período de sete anos. Em 1976, como finalista do curso, inicia a sua carreira no Laboratório de Engenharia e lá permanece até 1978, altura em que muda de emprego, para trabalhar como engenheiro, ficando na EME até Dezembro de 1979.

### A ida para Portugal
Em Janeiro de 1980 Augusto Carlos viaja para Portugal, onde começa a trabalhar em algumas empresas de construção. Em 1984/1986 frequenta o Instituto Superior de Engenharia de Lisboa (I.S.E.L.), de modo a obter as equivalências. Entetanto, Augusto Carlos continua a sua carreira, mas desta vez como empresário, corre o ano de 1987. Augusto Carlos tem no entanto uma mente inquieta, e, frequenta por 2 anos o curso de Filosofia, da Escola de Filosofia da Associação Cultural Nova Acrópole, em Lisboa.

### Os livros e a engenharia
Mas foi como empresário que fez da Engenharia Civil o meio que lhe permitiu chegar ao que considera serem fins em si: a busca da razão de ser da vida, de modo a encontrar o que julga ser a verdade e, por inerência, a felicidade.
E é em 2005, já com 50 anos, que realiza o seu grande sonho. Escrever.
Em 2005 edita o seu primeiro romance sob a chancela da Nova Vaga Editora e desde daí que não tem parado de escrever.

## Livros publicados
- As Micaias de Manuna
- Vovô de Tsongonhana
- Os Madalas de Marracuene
- Teoria e Método de João do Mundo
- O Flamingo de Asa Quebrada e Outras Histórias
- As Caricaturas da Discórdia
- O Caroço da Manga
- Mar Imenso
- O Cântico dos Melros
- Contos da Natureza